# Комаринский район
Комаринский район (бел. Камарынскі раён) — административно-территориальная единица в составе Белорусской ССР, существовавшая в 1926—1962 годах. Центр — местечко (с 1959 — городской посёлок) Комарин.
Комаринский район был образован 8.12.1926 году в составе Речицкого округа. С 09.06.1930 до 26.07.1930 года в связи с ликвидацией Речицкого округа передан в Гомельский округ. С 26.07.1930 до 20.02.1938  когда была упразднена окружная система, Комаринский район перешёл в прямое подчинение БССР. С 20.02.1938 Комаринский р-н Полесской обл., с 08.01.1954 Гомельской обл.
По данным на 1 января 1947 года район имел площадь 1,0 тыс. км². В его состав входили 15 сельсоветов: Асаревичский, Борщевский, Верхне-Жарский, Гденский, Иолченский, Капоренский, Кировский, Колыбанский, Комаринский, Крюковский, Нижне-Жарский, Пирковский, Радинский, Степановский, Чикаловичский. До реорганизации 30 декабря 1927 года район состоял из 29 сельсоветов.
16.07.1954 ликвидированы Капоренский, Комаринский и Нижнежарский сельсоветы.
17.11.1959 ликвидирован Кировский сельсовет.
15.07.1961 ликвидирован Чикаловичский сельсовет.
На основании Указа Президиума Верховного Совета БССР «Об укрупнении сельских районов Белорусской ССР» от 25 декабря 1962 года р-н ликвидирован, территория присоединена к Брагинскому р-ну, за исключением Борщёвского и Радинского сельсоветов, переданных Хойникскому р-ну.

## Население
В 1939 году в районе проживало 25 596 жителей: 18 538 белорусов, 5241 украинец, 828 русских, 686 евреев, 79 поляков, 224 представителя прочих национальностей. В 1959 году в районе проживало 20 552 человека.